# James Walker (Radsportler)
James R. Walker (* 1897; † nach 1924) war ein südafrikanischer Radrennfahrer.
1920 startete James Walker bei den Olympischen Spielen in Antwerpen in fünf verschiedenen Disziplinen auf Straße und Bahn. Gemeinsam mit Henry Kaltenbrunn errang er Silber im Tandemrennen. In der Mannschaftsverfolgung gewann er mit Kaltenbrunn, Bill Smith und Sammy Goosen Bronze. Im olympischen Einzelzeitfahren schied er beim Sieg von Harry Stenquist aus. 
Im Olympiajahr errang James Walker vier von fünf Wettbewerben (1/4, 1/2, 5, 10 Meilen) bei den südafrikanischen Bahnmeisterschaften. 1922 wurde er nationaler Meister über die fünf und die zehn Meilen, 1923 über die Viertel-, die halbe und die zehn Meilen und 1924 über die Viertel- und die zehn Meilen.